# Tactical operations
Tactical Operations : Assault on Terror é um jogo 3D de computador no estilo tiro em primeira pessoa, no qual você tem o objetivo de cumprir uma determinada missão no período de tempo de um round, enfrentando oponentes do time oposto ao que você escolher, contando com mapas diferentes e variados.

Requisitos do Sistema
Pentium II 450MHz, Windows 95/98/NT4/2000/XP, 64MB de RAM, 700MB de HD, Placa de vídeo PCI, CD-ROM, DirectX 8.1
As missões vão desde armar uma bomba, até a completa aniquilação do time adversário.
Tac Ops nada mais é do que um mod, ou seja uma modificação do jogo de pc Unreal Tournament.
Este mod foi desenvolvido pela Kamehan Studios, e distribuído pela Atari, inicialmente nos Estados Unidos em 24/04/2002, e posteriormente em todo o mundo.
Contando com cenários de muito boa qualidade gráfica, realismo acentuado e adrenalina constante, o game impulsiona o jogador a tentar ter o exato conhecimento do mapa que joga, buscando sempre se posicionar da melhor forma para evitar ser aniquilado pelo inimigo desnecessariamente.
Conta com uma modalidade de jogo prática para um ou mais jogadores em Lan, caso haja vários computadores é necessária a instalação do game em todos eles, e com a modalidade online, aonde o jogador deverá procurar e aderir a um Servidor onde uma partida está acontecendo, ou simplesmente criar o seu proprio servidor, e dar início a emocionantes batalhas virtuais.
O esquema de divisão entre terroristas e Operacionais (membros da Policia ou SWAT) é marcante, oferecendo inclusive armas diferentes para cada um deles.
O jogo recebeu expansões não oficiais como Tactical Operations Cross Fire, e a adesão de novos pacotes de mapas que podem ser encontrados livremente na internet.